# Waldimir Maia Leite
Waldimir Maia Leite (Garanhuns, 24 de dezembro de 1925 - Recife, 30 de junho de 2010) foi um jornalista e escritor brasileiro.

## Atuação profissional
- Diario de Pernambuco - Atuou por mais de 50 anos como repórter, editor, subsecretário de redação e colunista;[3][4]
- Sudene - Assessor de imprensa;
- Departamento Nacional de Obras Contra a Seca - Assessor de imprensa;
- Sindicato dos Jornalistas de Pernambuco;
- Associação de Imprensa de Pernambuco.

## Acadêmico
Pertenceu às seguintes academias literárias:
- Academia Pernambucana de Letras - cadeira 38;[5]
- Academia de Letras e Artes do Nordeste - cadeira 12.

## Livros publicados
- Meio século na Pracinha do Diário;[1]
- O ofício da busca;
- O viajante das palavras;
- Terra molhada.

## LP publicado
- Waldimir Maia Leite - A voz e a poesia[6]

## Homenagens
- Rua Waldimir Maia Leite - Garanhuns[7]